# 美冠小蘇鐵
美冠小蘇鐵（学名：Microcycas calocoma）是古巴西部特有的一種澤米鐵科植物。

## 特徵
美冠小蘇鐵高達10米，樹幹直立，直徑長30-60厘米。葉子呈深綠色，長0.6-1.2米。它們的葉子在末端好像是被切斷了的，這是因在中間及遠端的小葉都有相同的長度。葉柄長8-10厘米及沒有刺，花軸也沒有刺。小葉呈淺綠至深綠色，槍尖狀，在基部連接，質感像皮革。中間小葉長15-25厘米及闊0.8厘米。雄毬果呈圓柱狀，長25-30厘米，直徑長5-8厘米，呈黃褐色及有毛。種子毬果呈闊身的圓柱體，長50-90厘米，直徑13-16厘米，也是呈黃褐色及有毛。孢子葉頂端上有兩個圓的延伸物。種子呈橢圓形及粉紅色或紅色，長3.5-4厘米，直徑2-2.5厘米。

## 生長環境
在古巴，美冠小蘇鐵生長在海拔85-250米的山區森林，以10-50棵的群落生長。它們也有生長在海拔50米的峽谷兩側及遼闊草原及叢林。土壤為石灰岩製成的鹼性壤土至含有矽的酸性黏土。

## 保育狀況
美冠小蘇鐵現正處於極危，全世界只餘下約600棵。在它們的群落中，性別比例非常不平衡，故令發苗率很低。另外，人類活動如砍伐、土地開發及使用殺蟲劑都對它們有負面的影響。雖然它們具有觀賞價值，但種植卻因沒有材料而變得很困難。當地人會掘它們有毒的根來作為鼠餌。它們現時大部份都在保育區中被保護。